# Babakan Kalanganyar
Babakan Kalanganyar is een bestuurslaag in het regentschap Pandeglang van de provincie Banten, Indonesië. Babakan Kalanganyar telt 4866 inwoners (volkstelling 2010).